# Taken by a Stranger
Taken by a Stranger è un singolo della cantante tedesca Lena pubblicato nel 2011 da Universal.

## Il disco
Taken by a Stranger ha rappresentato la Germania all'Eurovision Song Contest 2011, tenutosi a Düsseldorf, l'anno successivo alla vittoria della cantante con Satellite.
La canzone, scritta da Gus Seyffert, Nicole Morier Birkenes e Monica, è stata prodotta da Reinhard Schaub e Stefan Raab. Il brano è stato scelto il 18 febbraio 2011 durante la finale di Unser Songfür Deutschland, la selezione nazionale che consentiva di scegliere una canzone per Lena da cantare a Düsseldorf. Meyer-Landrut e Raab hanno scelto dodici canzoni su 600 che sono state inviate loro per il concorso, e dopo due semifinali, 6 canzoni sono state scelte per competere in una finale.

## Tracce
Download digitale
Testi e musiche di Seyffert Gus, Morier Nicole, Monica Birkenes.
1. Taken by a Stranger (Single version) – 3:23
2. Taken by a Stranger (Live) – 3:24

Durata totale: 6:47
CD singolo
1. Taken by a Stranger (Single version) – 3:23
2. That Again (Album version) – 3:03

Durata totale: 6:26

## Formazione
- Lena: voce

## Classifiche
| Classifica (2011) | Posizione massima |
| ----------------- | ----------------- |
| Austria           | 32                |
| Germania          | 2                 |
| Svizzera          | 45                |

### Classifiche di fine anno
| Classifica (2011) | Posizione |
| ----------------- | --------- |
| Germania          | 39        |

## Pubblicazione
| Paese/Territorio | Data             | Etichetta       | Formato               |
| ---------------- | ---------------- | --------------- | --------------------- |
| Germania         | 22 febbraio 2011 | Universal Music | CD, download digitale |
| Regno Unito      | 28 febbraio 2011 | Island          | Download digitale     |
| Europa           | 15 maggio 2011   | Island          | Download digitale     |
| Australia        | 15 maggio 2011   | Island          | Download digitale     |